# Aguijón de la muerte
Sting of Death es una película estadounidense de ciencia ficción y horror de 1966 dirigida por William Grefé, escrita por Al Dempsey, y protagonizada por Joe Morrison, Valerie Hawkins, Deanna Lund, John Vella, y Jack Nagle. La trama trata sobre cinco estudiantes universitarias que se dirigen a los Everglades de Florida para unas vacaciones, pero en lugar de diversión, se encuentran con un monstruo hombre-medusa mutado, sediento de sangre y muy mortal.
La canción pop "Do the Jellyfish" de Neil Sedaka se presenta en la banda sonora de la película. Sting of Death se proyectó en una doble función con la película de Grefé Death Curse of Tartu (1966).

## Argumento
Una joven rubia con un bikini negro se tumba en un muelle de Florida, tomando sol y escuchando su radio a transistores. La apaga después de oír una noticia sobre unos asesinatos locales inexplicables. Entonces, sin previo aviso, una mano monstruosa sale del agua y la agarra del tobillo, arrastrándola hacia abajo, donde se ahoga.
Mientras tanto, cinco de los seis amigos de la universidad llegan a la casa del Dr. Richardson (Nagel), el padre de una de ellas, Karen (Hawkins). Richardson es un biólogo marino que estudia la "evolución de la vida marina" con su asistente, el Dr. John Hoyt (Morrison). Karen y las demás —Louise (Sandy Lee Kane), Jessica (Deanna Lund), Donna (Lois Etelman) y Susan (Blanche Devreaux)— se quedan en la casa del Dr. Richardson. Pero todas se preguntan por qué Ruth (Judy Lee), que había llegado antes, no se ha unido a ellas en el patio para tomar un vaso de refresco de naranja frío.
Varios estudiantes universitarios ruidosos que han sido invitados a una fiesta en la piscina aparecen en barco. Se burlan de Egon (Vella), el ayudante de Richardson, que tiene el rostro ligeramente desfigurado y está enamorado en secreto de Karen. Desafortunadamente para él, Karen se ha enamorado de John. Pero Egon puede vengarse de todos los males que le han hecho convirtiéndose en un monstruo mitad hombre mitad medusa. Va eliminando a las chicas una por una: Ruth fue la mujer asesinada mientras tomaba el sol; Louise resulta gravemente herida en un ataque en la piscina durante la fiesta; Donna muere mientras la persiguen por un pantano; Jessica muere durante la búsqueda de Donna; y Susan es asesinada mientras se ducha. Muchos de los otros estudiantes mueren cuando su barco se hunde (el monstruo ha hecho un agujero en el casco con un hacha) y son atacados por un banco de medusas carabelas portuguesas.
Egon obliga a Karen a nadar hasta su laboratorio secreto en una cueva submarina. Allí, le muestra una enorme fragata portuguesa en un acuario que está conectada a la máquina que usa para transformarse de hombre a monstruo. John hiere fatalmente al ahora transformado Egon durante una pelea y rescata a Karen. Justo cuando ella y John salen a la superficie, la máquina explota, acabando con Egon y su malvado alter ego.

## Reparto
- Joe Morrison como Dr. John Hoyt
- Valerie Hawkins como Karen Richardson
- John Vella como Egon
- Jack Nagle como Dr. Richardson
- Sandy Lee Kane como Louise
- Deanna Lund como Jessica
- Barbara Paridon como 1st Girl
- Lois Etelman como Donna
- Judy Lee como Ruth
- Blanche Devreaux como Susan
- Doug Hobart como The Jellyfish Man

## Producción
Sting of Death es una película de terror regional, según la definición del historiador de cine Brian Albright. Las películas regionales en general "se concibieron, produjeron y a menudo distribuyeron en rincones del país que no suelen estar asociados con la industria del entretenimiento, desde los bosques de Utah hasta los pantanos de Luisiana y los distritos exteriores de Nueva York. Realizadas sin tener en cuenta las convenciones del género, o en algunos casos incluso con conocimientos básicos de realización cinematográfica, en la década de 1970" —solo unos años después de que se hiciera Sting of Death— "estas películas independientes regionales estaban a la vanguardia del cine de terror". Estas películas se hicieron con presupuestos bajos con actores (a menudo aficionados) y equipos que eran locales del lugar de rodaje. En esta película, los Everglades y lugares cercanos en el sur de Florida se utilizaron como exteriores, mientras que el rodaje de interiores se realizó en la casa del productor Flink. Las secuencias submarinas se filmaron en Rainbow Springs, el mismo sitio utilizado para Creature from the Black Lagoon (1954).
Aunque aparece en los créditos como "Estrella invitada especial de canto", Sedaka no aparece físicamente en la película. Solo se le escucha cantar "Do the Jellyfish" mientras los estudiantes realizan el baile durante la fiesta en la piscina. La canción está incluida en el LP de Sedaka Oh Carol: The Complete Recordings 1955-1966, lanzado por Bear Family Records en 2003.

## Lanzamiento
En los Estados Unidos, el programa doble de Death Curse of Tartu y Sting of Death "se representó en todo el país en 1967 y tuvo bastante éxito", según "el actor/doble de riesgo/maquillador aficionado Doug Hobart". Para su lanzamiento en el Reino Unido, Sting of Death recibió un certificado X de la BBFC el 10 de junio de 1968. La versión británica de la película se redujo a una duración de 78 minutos y 13 segundos, aunque los detalles de la naturaleza exacta de los cortes no están disponibles. La certificación X significaba que la película solo podía ser exhibida a personas mayores de 16 años. La película fue distribuida en los Estados Unidos por Thunderbird International Pictures para ayudar a satisfacer una necesidad anual de funciones dobles de terror económicas que se programaron para coincidir con el 15 de abril, la apertura tradicional de la temporada de autocines en la parte norte del país. La distribución en el Reino Unido estuvo a cargo de Border Films.

### Medios domésticos
Sting of Death se lanzó para su visualización en el hogar en 2001 como una película individual en VHS y en DVD como una función doble con Death Curse of Tartu. Ambas fueron distribuidas por Something Weird Video.
Una nueva restauración de la película por Arrow Films se estrenó en el Festival Internacional de Cine Fantasia en Montreal, Quebec, Canadá, que se desarrolló del 20 de agosto al 2 de septiembre de 2020.
La película restaurada Sting of Death se incluirá como parte de la caja en formato Blu-ray He Came from the Swamp: The William Grefé Collection, que se lanzará el 23 de noviembre de 2020. Las otras películas del set son Death Curse of Tartu, The Hooked Generation (1968), The Psychedelic Priest (1971), The Naked Zoo (1971), Mako: The Jaws of Death (1976), Whiskey Mountain (1978) y They Came from the Swamp, una versión actualizada del documental de 2009 sobre Grefé y sus películas.
Sting of Death se encuentra actualmente en Tubi.

## Recepción
Una reseña de 1967 en BoxOffice dice que la película está "muy en sintonía con el mercado de terror orientado a los jóvenes" de la época, lo suficientemente bien hecha como para obtener una calificación de "buena" —en su escala de Muy buena a Muy mala— y que Grefé "ha generado un patrón de atractivo de mercado masivo sorprendentemente fuerte y, por si fuera poco, el cabeza de cartel Neil Sedaka está presente en calidad de estrella invitada cantante". BoxOffice dice que Morrison, Hawkins y Vella están "profesionalmente preparados en papeles fundamentales" y dice que Nagle "proporciona algunos momentos interesantes".
Por otro lado, el historiador de cine Phil Hardy tiene poco que decir positivo sobre Sting of Death. Opina que Hawkins es una "heroína de madera" y Morrison un "héroe testarudo", y llama a la película una "pieza de ciencia ficción de bajo presupuesto sin imaginación". TVGuide.com usa la frase similar "ciencia ficción sin sentido" en su breve descripción de la película.
El crítico Fred Beldin de Allmovie es aún más contundente. Escribe que Sting of Death es una "calamidad peculiar de ciencia ficción", una película que es "equivocada, absurda e involuntariamente divertida" pero que, no obstante, "entusiasmará a los amantes del cine basura y confundirá a todos los demás". Opina que Grefé "filma las secuencias de baile prestando especial atención a los traseros de sus protagonistas femeninas, lo que sugiere una apreciación casi al estilo de Russ Meyers de esta parte" de su anatomía. Beldin también señala que la "sucesión de eventos improbables y actores robóticos" están todos filmados "en colores brillantes". En una entrevista, Grefé atribuye esto último al "resplandor del océano [que] realmente se presta a una hermosa fotografía" y a "los camarógrafos de entonces [que] creían en poner color" en tantas tomas como fuera posible.
Además de escribir que Sting of Death tiene una "sobreabundancia de diálogos mundanos y actuaciones de aficionados", el historiador de cine Bryan Senn hace especial mención del traje del Hombre Medusa. Cita a Hobart, el hombre dentro del traje, diciendo que "el traje del monstruo costó unos 300 dólares" y tardó unas dos semanas en completarse. Sin embargo, Senn señala: "De hecho, parece exactamente lo que realmente es: un hombre con un traje de neopreno sucio y costroso y aletas, con cuerdas de plástico colgando de sus hombros y una bolsa pesada transparente inflada sobre su cabeza". Grefé parece estar de acuerdo con Senn, diciendo en una entrevista: "Ahora bien, si intentaras estrenar eso en los cines, te apedrearían hasta la muerte en el vestíbulo. En aquellos días, no era tan malo. Podías salirte con la tuya con muchas cosas en las películas de bajo presupuesto".